# 삼척 나들목
삼척 나들목(Samcheok IC)은 강원특별자치도 삼척시 평전동과 등봉동에 걸쳐 설치된 동해고속도로의 30번 교차로이다. 삼척시내로 진출할 수 있다.

## 연혁
- 2009년 3월 30일 : 나들목 신설을 위해 삼척시 도시계획시설 교통광장에 평전동 일원을 삼척 나들목으로 고시[1]
- 2016년 9월 9일 : 동해고속도로 삼척 ~ 동해 구간 개통과 함께 영업 개시[2]

## 구조물 정보
- 위치 : 강원특별자치도 삼척시 평전동, 등봉동
- 영업소 : 강원특별자치도 삼척시 오십천로 121 (평전동)

## 접속하는 도로
- 오십천로
- 간접 연결 : 국도 제38호선 (강원남부로, 도경 교차로 이용)

## 교통량 정보
| 요금소        | 통행량 (대/일) | 통행량 (대/일) | 통행량 (대/일) | 통행량 (대/일) | 각주  |
| 요금소        | 2016년         | 2017년         | 2018년         | 2019년         | 각주  |
| ------------- | -------------- | -------------- | -------------- | -------------- | ----- |
| 삼척 (폐쇄식) | 2,519          | 2,867          | 3,053          | 3,219          | [ 3 ] |